# 第1施設団
第1施設団（だいいちしせつだん、英語: JGSDF 1st Engineer Brigade）は、陸上自衛隊古河駐屯地（茨城県 古河市）に団本部が駐屯する東部方面隊直轄の施設科部隊で、各方面隊にある施設団のひとつである。

## 概要
2個施設群を基幹に施設器材隊、2個の施設隊、ダンプ車両中隊等からなり東部方面隊の各部隊に対する施設作業支援や災害派遣を任務とするほか国際貢献活動および民生協力を行う。
第1施設団長は陸将補（二）が充てられ、古河駐屯地司令を兼務する。

## 沿革
第500建設群
- 1953年（昭和28年）3月9日：第500建設群が松戸駐屯地から豊川駐屯地に移駐。第500建設群長が豊川駐屯地部隊長に職務指定。

第1建設群
- 1954年（昭和29年）
  - 7月1日：第500建設群（豊川駐屯地）が長官直轄部隊の第1建設群に称号変更。第1建設群長が豊川駐屯地司令に職務指定。
  - 9月10日：第102建設大隊が豊川駐屯地に新編。
  - 10月：第107施設大隊が勝田駐屯地に新編。
- 1960年（昭和35年）
  - 2月26日：第102建設大隊が豊川駐屯地から朝霞駐屯地に移駐。
  - 3月15日：第1建設群が豊川駐屯地から朝霞駐屯地に移駐。
  - 3月20日：第1建設群（朝霞駐屯地）が直轄部隊として東部方面隊に編合。

第1施設団
- 1961年（昭和36年）8月17日：編成完結。

1. 第1建設群（朝霞駐屯地）を廃止・改編し、第1施設団が朝霞駐屯地において編成完結。
2. 第1施設団長が朝霞駐屯地司令に職務指定。
3. 第104建設大隊が朝霞駐屯地に新編。

※編成：団本部、本部付隊、第102建設大隊、第104建設大隊、第107施設大隊（勝田駐屯地）、第312地区施設隊（習志野駐屯地）、第316地区施設隊（松本駐屯地）、第317地区施設隊（北富士駐屯地）
- 1962年（昭和37年）
  - 3月26日：第104建設大隊が朝霞駐屯地から宇都宮駐屯地へ移駐。
  - 8月14日：第107施設大隊隷下の主力3個中隊が勝田駐屯地から高田駐屯地へ移駐。
- 1968年（昭和43年）8月9日：第107施設大隊隷下の1個中隊が勝田駐屯地から高田駐屯地へ移駐。
- 1971年（昭和46年）10月20日：第102建設大隊および支援部隊が朝霞駐屯地から座間分屯地に移駐。
- 1972年（昭和47年）8月1日：団改編（建設大隊および施設大隊を廃止し、施設群等を新編）。

1. 第102建設大隊（座間分屯地）を廃止・改編、第317地区施設隊（北富士駐屯地）を編合し、第3施設群を座間分屯地に新編。第1施設団に編合。
2. 第104建設大隊（宇都宮駐屯地）を廃止・改編、第312地区施設隊（習志野駐屯地）を編合し、第4施設群を宇都宮駐屯地に新編。第1施設団に編合。
3. 第107施設大隊（高田駐屯地）を廃止・改編、第316地区施設隊（松本駐屯地）を編合し、第5施設群を高田駐屯地に新編。第1施設団に編合。
4. 第101施設器材隊を朝霞駐屯地に新編。第1施設団に編合。

- 1984年（昭和59年）3月26日：団改編（ダンプ車両中隊の廃止等）。

1. 第3施設群の第301ダンプ車両中隊（朝霞駐屯地）を増強改編し、直轄部隊として第1施設団に編合[1]。
2. 第4施設群の第308ダンプ車両中隊（宇都宮駐屯地）を廃止。
3. 第5施設群の第309ダンプ車両中隊（高田駐屯地）を廃止。

- 1991年（平成03年）3月29日：団改編（地区施設隊を廃止し、施設中隊に改編）。

1. 第312地区施設隊（習志野駐屯地）を第352施設中隊に改編し、第4施設群隷下に編合。
2. 第316地区施設隊（松本駐屯地）を第353施設中隊に改編し、第5施設群隷下に編合。
3. 第317地区施設隊（北富士駐屯地）を第351施設中隊に改編し、第3施設群隷下に編合。

- 1994年（平成06年）11月28日：東部方面総監部の朝霞駐屯地移駐に伴い、朝霞駐屯地司令職務を東部方面総監部幕僚長へ移管。
- 2001年（平成13年）
  - 3月2日：第1施設団本部、団本部付隊、第101施設器材隊および第301ダンプ車両中隊が朝霞駐屯地から古河駐屯地に移駐し、第1施設団が古河駐屯地司令職務担任部隊に指定[2]。
  - 3月26日：団改編（方面隊内の体制移行に伴い、大幅な組織改編を実施）。

  1. 第3施設群（座間分屯地）を廃止。
  2. 第4施設群の施設中隊を機能別に改編し、群本部等が宇都宮駐屯地から座間分屯地に移駐。
  3. 第4施設群第352施設中隊（習志野駐屯地）を廃止・改編し、第364施設中隊「交通」を駒門駐屯地に新編。第4施設群に編合。
  4. 第306施設隊を松本駐屯地に新編し、直轄部隊として第1施設団に編合。
  5. 第5施設群第353施設中隊が松本駐屯地から高田駐屯地に移駐。
- 2002年（平成14年）3月27日：後方支援体制移行に伴い、整備部門を東部方面後方支援隊第102施設直接支援大隊に移管。
- 2004年（平成16年）3月27日：第307施設隊を高田駐屯地に新編し、直轄部隊として1施設団に編合。
- 2008年（平成20年）3月26日：第4施設群の改編。

1. 第4施設群第362施設中隊が宇都宮駐屯地から古河駐屯地に移駐。
2. 第4施設群第303水際障害中隊が宇都宮駐屯地から小郡駐屯地に移駐し、第9施設群に編合。

- 2011年（平成23年）4月22日：部隊改編等。

1. 第307施設隊が高田駐屯地から宇都宮駐屯地に移駐。
2. 第4施設群の改編（施設中隊の改編）。

- 2016年（平成28年）3月28日：第5施設群の施設中隊を機能別に改編。
- 2018年（平成30年）3月26日：第4施設群第364施設中隊が駒門駐屯地から座間駐屯地に移駐。
- 2025年（令和07年）3月24日：部隊改編、施設中隊「機動支援」・施設隊「施設小隊（C）」の廃止。

1. 第390施設中隊（座間駐屯地）「機動支援」を廃止[3]し、第4施設群が2個施設中隊基幹に縮小改編。
2. 第393施設中隊（高田駐屯地）「機動支援」を廃止[4]し、第5施設群が2個施設中隊基幹に縮小改編。
3. 第306施設隊（松本駐屯地）の施設小隊（C）：機動支援を廃止。
4. 第307施設隊（宇都宮駐屯地）の施設小隊（C）：機動支援を廃止。

## 編成・駐屯地
編成
- 第1施設団本部
- 第1施設団本部付隊「1施団-本」
- 第4施設群
  - 第4施設群本部
  - 本部管理中隊
  - 第364施設中隊（交通）
  - 第388施設中隊（築城・障害）
- 第5施設群
  - 第5施設群本部
  - 本部管理中隊
  - 第392施設中隊（築城・障害）
  - 第394施設中隊（交通）
- 第101施設器材隊
  - 第101施設器材隊本部
  - 第101施設器材隊本部付隊「101施器-本」
  - 特殊器材中隊「101施器-特」
  - 架橋中隊「101施器-架」
- 第301ダンプ車両中隊「301ダンプ」
- 第306施設隊
- 第307施設隊

駐屯地
- 古河駐屯地（茨城県古河市）
  - 団本部および同付隊
  - 第101施設器材隊
  - 第301ダンプ車両中隊
- 高田駐屯地（新潟県上越市）
  - 第5施設群
- 座間駐屯地（神奈川県座間市）
  - 第4施設群
- 松本駐屯地（長野県松本市）
  - 第306施設隊
- 宇都宮駐屯地（栃木県宇都宮市）
  - 第307施設隊

## 整備支援部隊
- 東部方面後方支援隊第102施設直接支援大隊「102施直支」（古河駐屯地）：2002年（平成14年）3月27日から
  - 整備隊「102施直支-整」（古河駐屯地）：第1施設団直轄部隊を支援
  - 第1直接支援中隊「102施直支-1」（座間駐屯地）：第4施設群を支援
  - 第2直接支援中隊「102施直支-2」（高田駐屯地）：第5施設群を支援
  - 第1直接支援隊「102施直支-1直」（松本駐屯地）：第306施設隊を支援
  - 第2直接支援隊「102施直支-2直」（宇都宮駐屯地）：第307施設隊を支援

## 主要幹部
| 官職名                        | 階級    | 氏名     | 補職発令日     | 前職                           |
| ----------------------------- | ------- | -------- | -------------- | ------------------------------ |
| 第1施設団長 兼 古河駐屯地司令 | 陸将補  | 弥頭親善 | 2024年12月20日 | 陸上総隊司令部日米共同部長     |
| 副団長                        | 1等陸佐 | 千葉武志 | 2025年03月03日 | 陸上自衛隊教育訓練研究本部勤務 |
| 高級幕僚                      | 2等陸佐 | 吉浦邦彦 | 2025年08月01日 | 陸上自衛隊施設学校勤務         |

| 代 | 氏名       | 在任期間                         | 出身校・期              | 前職                                                            | 後職                                             |
| -- | ---------- | -------------------------------- | ----------------------- | --------------------------------------------------------------- | ------------------------------------------------ |
| 01 | 後藤友三郎 | 1961年08月17日 - 1963年07月31日  | 陸士44期・ 陸大55期     | 第1建設群長 →1961年7月17日 東部方面総監部付                     | 第3師団副師団長 兼 千僧駐屯地司令                |
| 02 | 渡辺太郎   | 1963年08月01日 - 1965年03月15日  | 陸士43期・ 陸大50期     | 陸上自衛隊施設学校長 兼 勝田駐屯地司令                          | 東部方面総監部付 →1965年5月31日 退職             |
| 03 | 北崎昌安   | 1965年03月16日 - 1966年03月16日  | 陸士45期・ 砲工42期     | 陸上自衛隊施設学校長 兼 勝田駐屯地司令                          | 退職                                             |
| 04 | 井川静男   | 1966年03月16日 - 1967年07月16日  | 陸士47期                | 第3施設団長 兼 南恵庭駐屯地司令                                 | 第3施設団本部付 →1967年12月31日 退職             |
| 05 | 小林寿彦   | 1967年07月17日 - 1969年07月15日  | 陸士48期                | 第3施設団長 兼 南恵庭駐屯地司令                                 | 陸上幕僚監部付 →1970年1月1日 退職                |
| 06 | 近藤又一郎 | 1969年07月16日 - 1972年07月16日  | 陸士50期                | 第2施設団長 兼 船岡駐屯地司令                                   | 東部方面総監部付 →1972年8月16日 退職（陸将昇任） |
| 07 | 外口行雄   | 1972年07月17日 - 1975年03月16日  | 陸士55期                | 陸上自衛隊幹部学校学校教官                                      | 第1教育団長 兼 武山駐屯地司令                    |
| 08 | 遠藤健     | 1975年03月17日 - 1977年06月30日  | 陸士57期                | 自衛隊札幌地方連絡部長                                          | 陸上自衛隊施設学校長 兼 勝田駐屯地司令           |
| 09 | 横江金吾   | 1977年07月01日 - 1979年03月15日  | 陸士58期                | 第4施設団長 兼 大久保駐屯地司令                                 | 東部方面総監部付 →1979年7月1日 退職              |
| 10 | 片岡博文   | 1979年03月16日 - 1980年03月16日  | 海兵74期                | 陸上幕僚監部装備部施設課長                                      | 陸上自衛隊施設学校長 兼 勝田駐屯地司令           |
| 11 | 齊藤和治   | 1980年03月17日 - 1982年03月15日  | 陸航士60期              | 陸上自衛隊施設補給処長 兼 古河駐屯地司令 →1982年1月1日 陸将昇任 | 陸上自衛隊施設学校長 兼 勝田駐屯地司令           |
| 12 | 三島正治   | 1982年03月16日 - 1984年03月15日  | 関西学院大学 昭和30年卒 | 第2施設団長 兼 船岡駐屯地司令                                   | 陸上自衛隊施設学校長 兼 勝田駐屯地司令           |
| 13 | 杉山邦一   | 1984年03月16日 - 1986年03月16日  | 新潟大学 昭和29年卒     | 陸上幕僚監部装備部施設課長                                      | 陸上幕僚監部付 →1986年4月1日 退職                |
| 14 | 東俊       | 1986年03月17日 - 1987年07月06日  | 防大1期                 | 陸上自衛隊幹部学校教育部長                                      | 陸上自衛隊幹部候補生学校長 兼 前川原駐屯地司令   |
| 15 | 坂本滋     | 1987年07月07日 - 1989年06月029日 | 防大2期                 | 陸上自衛隊施設補給処長 兼 古河駐屯地司令                        | 陸上自衛隊施設学校長 兼 勝田駐屯地司令           |
| 16 | 浅井輝久   | 1989年06月30日 - 1991年03月15日  | 防大5期                 | 中部方面総監部幕僚副長                                          | 陸上幕僚監部監察官                               |
| 17 | 岸良征     | 1991年03月16日- 1993年03月23日   | 防大6期                 | 自衛隊福岡地方連絡部長                                          | 陸上自衛隊施設学校長 兼 勝田駐屯地司令           |
| 18 | 長池政彦   | 1993年03月24日 - 1995年06月30日  | 防大7期                 | 第5師団副師団長 兼 帯広駐屯地司令                               | 退職                                             |
| 19 | 中里紀一   | 1995年06月30日 - 1997年12月08日  | 防大7期                 | 陸上自衛隊幹部学校研究部長                                      | 退職                                             |
| 20 | 得田憲司   | 1997年12月08日 - 1999年12月09日  | 防大15期                | 陸上幕僚監部防衛部研究課長                                      | 陸上幕僚監部教育訓練部長                         |
| 21 | 大西正俊   | 1999年12月10日 - 2001年03月26日  | 防大18期                | 陸上幕僚監部教育訓練部教育課長                                  | 陸上自衛隊研究本部総合研究部長                   |
| 22 | 亀田津治男 | 2001年03月27日 - 2003年03月26日  | 防大15期                | 陸上自衛隊富士学校普通科部長                                    | 陸上自衛隊東北補給処長                           |
| 23 | 市川菊代   | 2003年03月27日 - 2005年03月27日  | 防大17期                | 防衛大学校防衛学教育学群 統率・戦史教育室長 兼 防衛大学校教授   | 陸上自衛隊北海道補給処長 兼 島松駐屯地司令       |
| 24 | 馬見塚裕   | 2005年03月28日 - 2005年12月04日  | 防大18期                | 防衛医科大学校学生部長                                          | 東部方面総監部付 →2006年11月10日 死去            |
| 25 | 石下義夫   | 2005年12月05日 - 2007年07月02日  | 防大20期                | 自衛隊宮城地方連絡部長                                          | 陸上自衛隊幹部学校副校長                         |
| 26 | 宮嵜泰樹   | 2007年07月03日 - 2008年11月30日  | 防大22期                | 第11師団副師団長 兼 真駒内駐屯地司令                            | 陸上幕僚監部監察官                               |
| 27 | 森田展茂   | 2008年12月01日 - 2010年06月07日  | 千葉工業大学 昭和53年卒 | 東北方面総監部装備部長 →2009年12月7日 陸将補昇任                | 陸上幕僚監部付 →2010年7月26日 退職               |
| 28 | 岸川公彦   | 2010年06月08日 - 2011年08月04日  | 防大28期                | 西部方面総監部幕僚副長                                          | 陸上自衛隊研究本部総合研究部長                   |
| 29 | 町田英俊   | 2011年08月05日 - 2013年08月21日  | 香川大学 昭和55年卒     | 陸上自衛隊幹部学校教育部長                                      | 陸上自衛隊関東補給処副処長                       |
| 30 | 小瀬幹雄   | 2013年08月22日 - 2014年12月18日  | 東京大学 昭和61年卒     | 陸上幕僚監部人事部厚生課長                                      | 陸上自衛隊施設学校長 兼 勝田駐屯地司令           |
| 31 | 堀井泰蔵   | 2014年12月19日 - 2016年03月22日  | 二松学舎大学 昭和62年卒 | 中央即応集団副司令官                                            | 中部方面総監部幕僚副長                           |
| 32 | 平栗浩一   | 2016年03月23日 - 2018年12月19日  | 防大29期                | 防衛大学校防衛学教育学群 統率・戦史教育室長 兼 防衛大学校教授   | 退職                                             |
| 33 | 豊田真     | 2018年12月20日 - 2020年12月21日  | 防大33期                | 陸上総隊司令部総務部長                                          | 自衛隊体育学校長                                 |
| 34 | 仲西勝典   | 2020年12月22日 - 2023年03月29日  | 防大37期                | 自衛隊熊本地方協力本部長                                        | 防衛監察本部監察官                               |
| 35 | 安田百年   | 2023年03月30日 - 2024年12月19日  | 防大36期                | 東部方面総監部幕僚副長                                          | 自衛隊大阪地方協力本部長                         |
| 36 | 弥頭親善   | 2024年12月20日 -                 | 防大40期                | 陸上総隊司令部日米共同部長                                      |                                                  |

## 警備隊区
警備隊区は茨城県のうち、「古河・霞ヶ浦分区」と呼称される13市4町を第1施設団長が担当・指揮し、隷下の第4施設群長が神奈川県中部の11市4町1村、第5施設群が新潟県上越市を担当・指揮する。
- 古河市、結城市、筑西市、桜川市、下妻市、つくば市、つくばみらい市、土浦市、かすみがうら市、常総市、守谷市、取手市、八千代町、利根町 [10][13]
- 坂東市、五霞町、境町は第1施設団長の指揮下、東部方面後方支援隊第102施設直接支援大隊が担任する[13]。

第4施設群担任地域は第4施設群#警備隊区を参照。

## 廃止（改編）部隊
- 1984年（昭和59年）3月26日廃止
  - 第308ダンプ車両中隊（宇都宮駐屯地）第4施設群：
  - 第309ダンプ車両中隊（高田駐屯地）第5施設群：

- 2001年（平成13年）3月26日廃止
  - 第3施設群「3施群-本」（座間分屯地）：

- 2025年（令和07年）3月24日廃止
  - 第390施設中隊（座間駐屯地）「機動支援」：
  - 第393施設中隊（高田駐屯地）「機動支援」：
  - 第306施設隊施設小隊（C）「機動支援」（松本駐屯地）：
  - 第307施設隊施設小隊（C）「機動支援」（宇都宮駐屯地）：